# 柴田励司
柴田 励司（しばた れいじ、1962年 - ）は、日本の実業家。東京都出身。マーサージャパン株式会社元代表取締役社長。

## 人物・経歴
東京都出身。埼玉県立川越高等学校卒業。上智大学文学部英文学科卒業後、京王プラザホテルに入社。同社在籍中に、在オランダ大使館に出向。その後、京王プラザホテルに戻り、人事改革に取り組む。1995年、組織・人事を専門とする世界最大の外資系コンサルティング会社のマーサージャパンに入社。同社取締役を経て、2000年に38歳で日本法人代表取締役社長に就任。2007年に同社社長職を退き、キャッドセンター代表取締役社長に就任し、経営破綻していた同社を1年でV字回復・黒字に転換。その後、デジタルスケープ（現・イマジカデジタルスケープ）取締役会長、デジタルハリウッド代表取締役社長、カルチュア・コンビニエンス・クラブ代表取締役COO、パス株式会社CEOを歴任、現在に至る